# 우파당 (노르웨이)
우파당(右派黨, 보크몰: Høyre 회이레[*])은 노르웨이의 보수주의 성향의 중도우파 정당으로 당수는 노르웨이의 총리인 에르나 솔베르그로 노동당 다음으로 노르웨이에서 두 번째로 큰 정당이다. 

## 역사
1884년 에밀 스탕에 의해 창당된 정당으로 노르웨이의 정당 중에서 자유당 다음으로 노르웨이에서 두 번째로 오래되었다. 1885년에 최초로 노르웨이 선거에서 야당에 머물렀지만 1888년에 노르웨이 선거에서 최초로 여당이 되었다. 1889년 에밀 스탕이 물러나고 크리스찬 호만 슈바이고르가 당대표가 되었다. 1889년부터 1899년까지 에밀 스탕과 크리스찬 호만 슈바이고르가 번갈아 가면서 당대표를 역임했다.
1899년에 에밀 스탕이 물러나면서 프란시스 하게루프가 당대표가 되었다. 1906년에 연합당과 연정했으나 정권을 탈환하는데 실패했다. 이후 1909년에 다시 집권을 했는데 단일 의석 역사상 최대 규모에 해당된다. 1923년에 사회보장보험 법안이 통과했으나 국가 재정 문제로 무산되었다.
한편 우파당은 노르웨이의 정당과 함께 연립 정부를 주도한 적이 있는데 1983년부터 1986년에 이어 1989년부터 1990년까지 기독교민주당과 연립 정부를 구성했다. 1993년 노르웨이 총선은 유럽 총선 역사상 최초로 여성 대표가 탄생하게 되었다.
그러나 중도주의 정당인 중앙당에 밀려 3당으로 전략한데 이어 1997년 노르웨이 총선에서 진보당과 기독교민주당에 연이어 밀려 4당으로 추락하게 되었다. 이후 2001년 총선에서 진보당을 제치고 2당이 되었다. 2004년에 얀 페테르센이 당대표직에서 물러나고 에르나 솔베르그가 대표가 되었다. 그러나 2005년 총선에 이어 2009년 총선에서 진보당에 다시 밀려 3당으로 전락하였다. 2013년 총선에서 노동당에 밀려 48석을 거두어 다시 제2당이 되었고 진보당과 연정을 구성하여 정권을 되찾았다.
2017년 총선 역시 진보당과의 연정이 이어질 뿐만 아니라, 자유주의, 중도주의 성향의 자유당, 기독교 민주주의 성향의 기독교민주당이 추가로 합류하면서 87석의 연립정권이 탄생했다. 비록 2020년 진보당이 이라크 레반트 이슬람 국가에 자원한 노르웨이 시민을 송환시켰다는 이유로 탈퇴했음에도 현재까지 집권여당 자리를 지키고 있다.

## 이념
주로 에드먼드 버크의 보수주의를 지향한다. 노르웨이의 보수주의 정당 중에서 가장 유일하게 노르웨이 의회의 공공 지출의 삭감을 제안한다. 이 정당의 경우 자유주의를 지양하며 지난 2008년에 동성애자 입양권리 찬반 투표를 한 적이 있다. 또한 유럽 연합 가입을 검토하고 있으나 노르웨이 국민의 3명 중 2명이 반대하고 있다.

## 역대 당 대표
| #    | 대표                        | 기간                  | 비고 |
| ---- | --------------------------- | --------------------- | ---- |
| 1대  | 에밀 스탕                   | 1884년부터 1889년까지 |      |
| 2대  | 크리스찬 호만 슈바이고르    | 1889년부터 1891년까지 |      |
| 3대  | 에밀 스탕                   | 1891년부터 1893년까지 |      |
| 4대  | 크리스찬 호만 슈바이고르    | 1893년부터 1896년까지 |      |
| 5대  | 에밀 스탕                   | 1896년부터 1899년까지 |      |
| 6대  | 프란시스 하게루프           | 1899년부터 1902년까지 |      |
| 7대  | 올레 L. 스카트뵐            | 1902년부터 1905년까지 |      |
| 8대  | 애덤 하비츠                 | 1905년부터 1907년까지 |      |
| 9대  | 프레드리크 스탕 데어 융어르 | 1907년부터 1911년까지 |      |
| 10대 | 옌스 브라틀리               | 1911년부터 1919년까지 |      |
| 11대 | 오토바르 할보르센           | 1919년부터 1923년까지 |      |
| 12대 | 바르 리케                   | 1923년부터 1926년까지 |      |
| 13대 | 칼 요하힘 함브로            | 1926년부터 1934년까지 |      |
| 14대 | 요한 H. 안드레              | 1934년부터 1937년까지 |      |
| 15대 | 올레 루드 바아드뢸          | 1937년부터 1940년까지 |      |
| 16대 | 아서 노르들레               | 1945년부터 1950년까지 |      |
| 17대 | 칼 요하힘 함브로            | 1950년부터 1954년까지 |      |
| 18대 | 아브 크제외스               | 1954년부터 1962년까지 |      |
| 19대 | 수주르 린데브에케           | 1962년부터 1970년까지 |      |
| 20대 | 카레 빌로크                 | 1970년부터 1974년까지 |      |
| 21대 | 엘링 노르비크               | 1974년부터 1980년까지 |      |
| 22대 | 조 벤코우                   | 1980년부터 1984년까지 |      |
| 23대 | 엘링 노르비크               | 1984년부터 1986년까지 |      |
| 24대 | 롤프 프레스더스             | 1986년부터 1988년까지 |      |
| 25대 | 얀 페데르 시세              | 1988년부터 1991년까지 |      |
| 26대 | 케이시 쿨만 파이브          | 1991년부터 1994년까지 |      |
| 27대 | 얀 페테르센                 | 1994년부터 2004년까지 |      |
| 28대 | 에르나 솔베르그             | 2004년부터 현재까지   |      |

## 역대 총선거 결과

### 노르웨이의회 선거
| 연도   | 득표    | 득표  | 득표  | 의석 수  | 의석 수 | 순위 | 집권 여부 |
| 연도   | #       | %     | ± pp  | #        | ±       | 순위 | 집권 여부 |
| ------ | ------- | ----- | ----- | -------- | ------- | ---- | --------- |
| 1906년 | 88,323  | 32.8% | −12.0 | 35 / 123 | 27      | 2위  | 야당      |
| 1909년 | 175,388 | 41.5% | +8.7  | 64 / 123 | 29      | 1위  | 여당      |
| 1912년 | 162,074 | 33.2% | −8.3  | 24 / 123 | 40      | 2위  | 야당      |
| 1915년 | 179,028 | 29.0% | −4.2  | 21 / 123 | 3       | 2위  | 야당      |
| 1918년 | 201,325 | 30.4% | +1.4  | 49 / 126 | 28      | 2위  | 여당      |
| 1921년 | 301,372 | 33.3% | +2.9  | 57 / 150 | 8       | 1위  | 여당      |
| 1924년 | 316,846 | 32.5% | −0.8  | 54 / 150 | 3       | 1위  | 여당      |
| 1927년 | 240,091 | 24.0% | −8.5  | 31 / 150 | 23      | 3위  | 야당      |
| 1930년 | 327,731 | 27.4% | +3.4  | 44 / 150 | 13      | 2위  | 야당      |
| 1933년 | 252,506 | 20.2% | −7.2  | 30 / 150 | 14      | 2위  | 야당      |
| 1936년 | 310,324 | 21.3% | +1.1  | 36 / 150 | 6       | 2위  | 야당      |
| 1945년 | 252,608 | 17.0% | −4.3  | 25 / 150 | 11      | 2위  | 야당      |
| 1949년 | 279,790 | 18.3% | +1.3  | 23 / 150 | 2       | 2위  | 야당      |
| 1953년 | 327,971 | 18.6% | +0.3  | 27 / 150 | 4       | 2위  | 야당      |
| 1957년 | 301,395 | 18.9% | +0.3  | 29 / 150 | 2       | 2위  | 야당      |
| 1961년 | 354,369 | 20.0% | +1.1  | 29 / 150 | 0       | 2위  | 여당      |
| 1965년 | 415,612 | 21.1% | +1.1  | 31 / 150 | 2       | 2위  | 여당      |
| 1969년 | 406,209 | 19.6% | −1.5  | 29 / 150 | 2       | 2위  | 여당      |
| 1973년 | 370,370 | 17.4% | −2.2  | 29 / 155 | 0       | 2위  | 야당      |
| 1977년 | 563,783 | 24.8% | +7.4  | 41 / 155 | 12      | 2위  | 여당      |
| 1981년 | 780,372 | 31.7% | +6.9  | 53 / 155 | 12      | 2위  | 여당      |
| 1985년 | 791,537 | 30.4% | −1.3  | 50 / 157 | 3       | 2위  | 여당      |
| 1989년 | 588,682 | 22.2% | −8.2  | 37 / 165 | 13      | 2위  | 여당      |
| 1993년 | 419,373 | 17.0% | −5.2  | 28 / 165 | 9       | 3위  | 야당      |
| 1997년 | 370,441 | 14.3% | −2.7  | 23 / 165 | 5       | 3위  | 야당      |
| 2001년 | 534,852 | 21.2% | +6.9  | 38 / 165 | 15      | 2위  | 여당      |
| 2005년 | 372,008 | 14.1% | −7.1  | 23 / 169 | 15      | 3위  | 야당      |
| 2009년 | 462,465 | 17.2% | +3.1  | 30 / 169 | 7       | 3위  | 야당      |
| 2013년 | 760,232 | 26.8% | +9.6  | 48 / 169 | 18      | 2위  | 여당      |
| 2017년 | 731,621 | 25.1% | -1.7  | 45 / 169 | 3       | 2위  | 여당      |